# Timur Margolin
Timur Margolin (hebräisch תימור מרגולין; * 27. Oktober 1983 in der Ukraine) ist ein professioneller israelischer Pokerspieler. Er ist zweifacher Braceletgewinner der World Series of Poker.

## Pokerkarriere

### Werdegang
Seine erste Geldplatzierung bei einem Live-Turnier erzielte Margolin Mitte April 2012 in Nottingham. Ende August 2012 gewann der Israeli ein Deepstack-Turnier der European Poker Tour in Barcelona und erhielt eine Siegprämie von 23.780 Euro. Anfang April 2014 setzte er sich beim Main Event der bwin World Poker Tour National Merit Cyprus im nordzyprischen Kyrenia durch und sicherte sich den Hauptpreis von mehr als 130.000 US-Dollar. Im Juni 2014 war Margolin erstmals bei der World Series of Poker (WSOP) im Rio All-Suite Hotel and Casino am Las Vegas Strip erfolgreich und kam bei zwei Turnieren der Variante No Limit Hold’em in die Geldränge, u. a. belegte er den 120. Platz im Main Event. Ende Juni 2015 erreichte er seinen ersten WSOP-Finaltisch und wurde Zweiter für rund 340.000 US-Dollar. Mitte März 2018 belegte er beim Main Event des WSOP-Circuitturniers im King’s Resort in Rozvadov ebenfalls den zweiten Platz, der mit 135.000 Euro bezahlt wurde. Bei der WSOP 2018 gewann der Israeli das 43. Event auf dem Turnierplan und sicherte sich ein Bracelet sowie eine Siegprämie von mehr als 500.000 US-Dollar. Bei der World Series of Poker Europe in Rozvadov setzte er sich im Oktober 2018 beim Monster-Stack-Event durch und erhielt neben seinem zweiten Bracelet ein Preisgeld von knapp 135.000 Euro.
Insgesamt hat sich Margolin mit Poker bei Live-Turnieren mehr als 2 Millionen US-Dollar erspielt.

### Braceletübersicht
Margolin kam bei der WSOP 30-mal ins Geld und gewann zwei Bracelets:
| Jahr   | Buy-in | Turnier          | Teilnehmer | Preisgeld (in $) |
| ------ | ------ | ---------------- | ---------- | ---------------- |
| 2018 E | 2500 $ | No-Limit Hold’em | 1248       | 507.274 $        |
| 2018 E | 1100 € | Monster Stack    | 0666       | 134.407 €        |